# Гуджабидзе, Бидзина
Бидзина Гуджабидзе (груз. ბიძინა გუჯაბიძე; 24 февраля 1956 — 12 ноября 2020) — грузинский политик, депутат парламента Грузии.

## Биография
Бидзина Гуджабидзе родился 24 февраля 1956 года в селе Баглеби Ланчхутского района, входящего в состав края Гурия.
В 1983 году окончил юридический факультет Тбилисского государственного университета.

### Карьера
Принимал активное участие в «Революции роз» в 2003 году. В 2004-2008 году был избран мажоритарным депутатом парламента шестого созыва в округе Ланчхути от избирательного блока.
На выборах 2008 года не был избран.
В 2012-2016 годах был избран депутатом (Грузинская мечта — Демократическая Грузия) парламента восьмого созыва.

### Смерть
12 ноября 2020 года скончался от сердечного приступа.